# Skol

Logo von Skol

Skol ist eine internationale Biermarke, die weltweit und in Europa erstmals am 25. August 1964 vertrieben wurde. Ziel war die Etablierung einer weltweiten Biermarke, die weltweit einfach in Lizenz gebraut werden kann. Tatsächlich fiel der weltweite Erfolg jedoch unterschiedlich aus – während Skol in Brasilien heute eine der beliebtesten Biermarken ist, hielt sich der Erfolg in Europa in Grenzen.

## Brasilien
Das Bier hat einen Alkoholgehalt von 4,7 %. Unter Lizenz wird es in Brasilien von AmBev hergestellt und war dort 2008 die beliebteste Biermarke, wohingegen in Europa nie größere Absatzzahlen erreicht wurden.

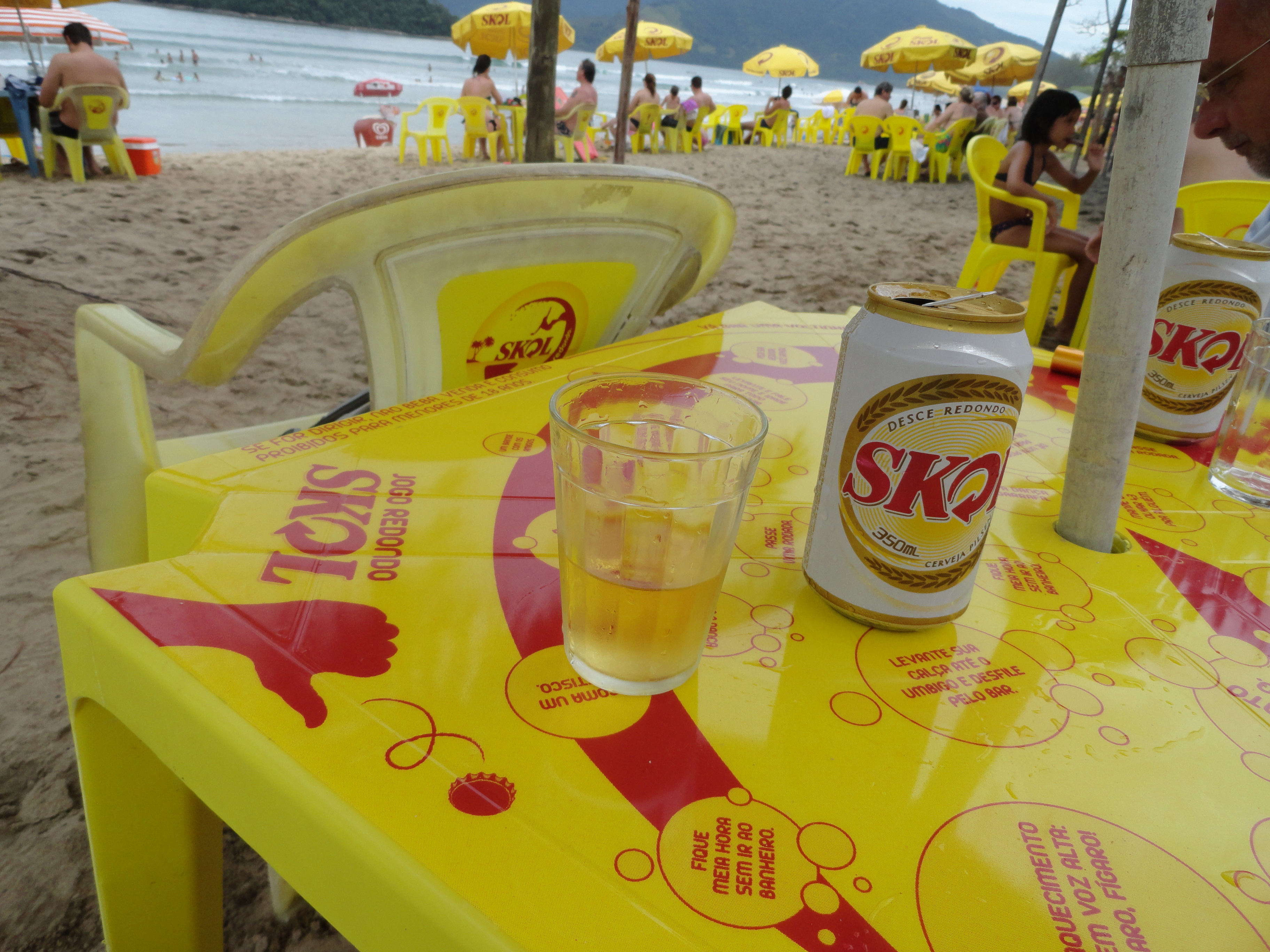
Skol Promo in einem Strandlokal

Seit 2009 gibt es die Biermarke auch in kostengünstiger Flasche mit einem Füllvolumen von einem Liter, genannt Litrão. Bereits 2006 brachte die Firma Skol Lemon, eine alkoholhaltige Limonade, auf den Markt. Skol tritt als Sponsor unter anderem bei zahlreichen großen Musikereignissen, wie etwa den Skol Beats, die seit 2000 alljährlich in São Paulo abgehalten werden, auf.

## Afrika
Die Markenrechte für Afrika hat der belgische Konzern Unibra. Skol ist in der D. R. Kongo, Ruanda, Äthiopien, dem Dschibuti, Mosambik, Madagaskar und Guinea erhältlich.

## Niederlande
In den Niederlanden wurde 1973 die Oranjeboom-Brauerei in Skol umbenannt, doch der Erfolg der Marke Skol blieb aus, und die Brauerei kehrte 1982 zum alten Namen zurück.